# Tango (eksperimentalfilm)
|  | Denne artikel er oprettet af botten Steenthbot ud fra en ekstern database. Den kan derfor have sproglige fejl eller mangler. Denne skabelon kan fjernes efter kontrol af indholdet. |

 For alternative betydninger, se Tango. (Se også artikler, som begynder med Tango)
Tango er en dansk eksperimentalfilm fra 1992 instrueret af Karen Vibeke Jacobsen og efter manuskript af Karen Vibeke Jacobsen og Anette Abildgaard.

## Handling
Et dansedrama, hvor tangoens traditionelle billede af mandlig dominans ironisk vendes på hovedet, og manden bliver et bytte for kvinderne. En banal fortælling - dog med komik og mange nuancerede afsløringer af både mandlige og kvindelige karakteregenskaber, af den magtkamp, som sniger sig ind i parringslegen, i den daglige debat - og forsøg på belysning af forskellene.